# Killarney Country Club
De Killarney Country Club is een countryclub in Johannesburg, Zuid-Afrika. De club is opgericht in 1970 en heeft een 18-holes golfbaan met een par van 70.
Golfbaanarchitect Robert Trent Jones Jr ontwierp de golfbaan en beplantte de fairways met kikuyugras, een tropische grassoort, en de greens met struisgras.

## Golftoernooien
- Vodacom Players Championship: 1998